# Mi marido hoy duerme en casa
 Mi marido hoy duerme en casa  es una película en blanco y negro de Argentina dirigida por Enrique Carreras sobre el guion de Abel Santa Cruz que se estrenó el 13 de octubre de 1955 y que tuvo como protagonistas a Leonor Rinaldi, Francisco Álvarez, May Avril y Gogó Andreu. May Avril era por esa época una estrella del elenco revisteril de Folies Bergère.

## Sinopsis
Hijos y yernos traman un plan para volver a unir a un matrimonio recientemente separado.

## Reparto
- Leonor Rinaldi
- Francisco Álvarez
- May Avril
- Gogó Andreu
- Tono Andreu
- Olga Gatti
- Adrianita
- Carmen Campoy
- Héctor Armendáriz
- Gerardo Chiarella
- Emilio Vieyra
- Diana Stevani
- Carlos Gustavo Jackson
- Alfredo Aristu
- Rosita Vanders
- Pablo Indovino

## Comentarios
La revista Set dijo:

” Sencilla adaptación que no oculta en su realización su procedencia escénica. Film cómico y disparatado para un público poco exigente.”

Noticias Gráficas apuntó respecto del filme:

” Siempre hay quien se ríe ante cosas remanidas.”